# Numenes patrana
Numenes patrana är en fjärilsart som beskrevs av Moore 1859. Numenes patrana ingår i släktet Numenes och familjen tofsspinnare. Inga underarter finns listade i Catalogue of Life.